# Grand Theft Auto: The Trilogy – The Definitive Edition
Grand Theft Auto: The Trilogy – The Definitive Edition – kompilacja trzech przygodowych gier akcji z serii Grand Theft Auto: Grand Theft Auto III (2001), Grand Theft Auto: Vice City (2002) oraz Grand Theft Auto: San Andreas (2004). Za produkcję odpowiada studio Grove Street Games, a za publikację Rockstar Games.
Wszystkie trzy gry otrzymały ulepszenia w zakresie rozgrywki i warstwy wizualnej, a następnie zostały wydane na Microsoft Windows, Nintendo Switch, PlayStation 4, PlayStation 5, Xbox One i Xbox Series X/S 11 listopada 2021 roku. Wersje na urządzenia z systemami Android i iOS ukazały się w 2023 roku.
Przed premierą odnowionych wersji oryginalna trylogia została wycofana ze sprzedaży. Po premierze kompilacja została skrytykowana za niską jakość techniczną, wygląd postaci oraz efekt deszczu. Niedługo po wydaniu gry zniknęły z oferty sklepów cyfrowych na okres kilku dni.

## Zawartość
Grand Theft Auto: The Trilogy – The Definitive Edition zawiera trzy gry z serii Grand Theft Auto: Grand Theft Auto III (2001), Grand Theft Auto: Vice City (2002) i Grand Theft Auto: San Andreas (2004). Są to przygodowe gry akcji rozgrywane z perspektywy trzeciej osoby, w których gracze wykonują misje z ustalonymi celami, aby przejść historię bohatera. Poza misjami gracze mogą swobodnie wędrować po otwartym świecie i mają możliwość wykonywania opcjonalnych zadań pobocznych. Niektóre obszary gry są odblokowywane w miarę postępów gracza w fabule.
Wszystkie trzy tytuły zostały usprawnione w stosunku do oryginałów, w tym przebudowano system oświetlenia, ulepszono modele pojazdów i postaci, stworzono nowy system nawigacji, ulepszono cienie, odbicia i zwiększono odległość rysowania obiektów. Zaktualizowano również sterowanie, aby dopasować je do Grand Theft Auto V (2013), a system punktów kontrolnych został ulepszony tak, aby umożliwić ponowne uruchomienie misji w razie przegranej. Na Nintendo Switch gra zawiera celownik żyroskopowy i obsługę ekranu dotykowego. Niektóre utwory muzyczne i kody z oryginalnych wersji gier zostały usunięte.
- Akcja Grand Theft Auto III ma miejsce w Liberty City, luźno opartym na Nowym Jorku[12]; główny bohater, Claude, zostaje zdradzony i pozostawiony na śmierć przez swoją dziewczynę podczas napadu na bank. Szukając zemsty, poznaje lokalnych przestępców i zostaje uwikłany w konflikt mafii o wpływy w mieście[4].
- Vice City, którego akcja toczy się w 1986 roku w tytułowym Vice City opartym na Miami[13], przedstawia historię gangstera Tommy’ego Vercettiego. Po wyjściu z więzienia zostaje on wplątany w biznes narkotykowy, zaczyna powoli tworzyć siatkę przestępczą i przejmuje władzę od innych organizacji przestępczych w mieście[8].
- Historia opowiedziana w San Andreas rozgrywa się w 1992 roku w fikcyjnym stanie o tej samej nazwie, składającym się z trzech głównych miast: Los Santos (bazującym na Los Angeles), San Fierro (San Francisco) i Las Venturas (Las Vegas); gra pokazuje historię byłego gangstera Carla „CJ” Johnsona, wracającego do domu po śmierci matki, która została zamordowana. Zostaje wciągnięty z powrotem do swojego byłego gangu i życia przestępczego. Próbując przetrwać, walczy zarówno z policją, jak i wrogimi gangami[6].

## Produkcja
Po sukcesie dwóch pierwszych odsłon serii GTA twórcy zdecydowali się przedstawić rozgrywkę kolejnych części w grafice 3D. Powstały łącznie trzy gry na bazie silnika RenderWare. Są to Grand Theft Auto III (2001), Vice City (2002) i San Andreas (2004). Pierwsza z nich została stworzona przez DMA Design, a dwie kolejne przez Rockstar North. Każda z gier skupiała się na innym bohaterze oraz posiadała unikalny styl graficzny i oprawę dźwiękową pasującą do lokacji. Po latach społeczność moderska stworzyła modyfikację „re3” do GTA III i Vice City, która poprawia błędy i pozwala uruchomić obie gry na nowszych komputerach. W 2021 roku twórcy modyfikacji zostali pozwani przez wydawcę serii, firmę Take-Two.
Nad ulepszoną wersją pracował zespół Grove Street Games. Studio opracowało wcześniej mobilne wersje trylogii, a także wersje San Andreas na PlayStation 3 i Xbox 360. Prace nad The Definitive Edition trwały dwa lata. O istnieniu gry po raz pierwszy poinformował serwis Kotaku w sierpniu 2021 roku, twierdząc, że jej rozwojem kierował oddział Rockstar Dundee. Spekulacje medialne trwały we wrześniu po tym, jak koreańska organizacja GRAC przyznała trylogii ocenę gry, a na początku października po aktualizacji programu Rockstar Games Launcher, który zawierał dane odnoszące się do gry, takie jak logo, grafiki i osiągnięcia. Rockstar oficjalnie ogłosiła trylogię 8 października 2021 roku, co zbiega się z 20. rocznicą oryginalnego wydania Grand Theft Auto III. Ujawniono, że trylogia będzie zawierała ulepszenia przy jednoczesnym zachowaniu oryginalnego wyglądu i stylu. Wersja Definitive Edition została opracowana przy użyciu silnika Unreal Engine.
Edycja Definitive Edition została wydana w formie cyfrowej na Microsoft Windows, Nintendo Switch, PlayStation 4, PlayStation 5, Xbox One i Xbox Series X/S 11 listopada 2021 roku. Wersje fizyczne początkowo miały być dostępne 7 grudnia, jednak wydanie przesunięto na 17 grudnia. Wersje na Androida i iOS początkowo były planowane na pierwszą połowę 2022 roku, jednak w maju 2022 roku premierę przesunięto na kolejny rok. Zamówienia przedpremierowe na grę rozpoczęły się 22 października 2021 roku, wraz z wydaniem pierwszego pełnego zwiastuna i zrzutów ekranu pokazujących ulepszenia graficzne.
Istniejące wersje trzech gier zostały wycofane ze sprzedaży w sklepach cyfrowych na konsolach i PC 13 października 2021 roku. Niektórzy gracze i dziennikarze skrytykowali ten ruch, powołując się na obawy związane z brakiem wyboru między wersjami i potencjalnym usunięciem muzyki z powodu wygaśnięcia licencji, co miało miejsce w przypadku poprzednich reedycji. Wesley Yin-Poole z Eurogamera nazwał tę decyzję ciosem w ochronę gier komputerowych i stwierdził, że jest to kiepski wybór dla graczy. Po krytyce ze strony graczy, twórcy ponownie udostępnili oryginalne wersje gry, ale tylko w ramach pojedynczego zestawu na platformie Rockstar Games Launcher.
Krótko po premierze Definitive Edition została wycofana ze sklepów, a osoby, które zdążyły zakupić grę, nie mogły jej włączyć. Ponadto inne gry wydawcy wymagające połączenia z Internetem (GTA Online i Red Dead Online) także przestały działać na okres kilku godzin. Powodem było wydanie Definitive Edition z plikami deweloperskimi. Były to pliki z komentarzami twórców dotyczące pracy nad oryginalnymi grami, utwory niedostępne podczas rozgrywki z powodu wygaśnięcia licencji i pliki powiązane z modyfikacją Hot Coffee. Gry zostały przywrócone po kilku dniach.

## Odbiór
Trylogia została negatywnie odebrana przez większość mediów z branży. Krytykowano błędy techniczne, oprawę graficzną i problemy z wydajnością. Twórcy sami przyznali, że gry nie spełniają ich standardów jakości i oczekiwań graczy.
Zaktualizowane modele postaci otrzymały mieszane reakcje. Sam Machkovech z Ars Technica napisał, że postacie świecą w porównaniu z oryginałami i zauważył, że niektóre wyglądają słabo. Tristan Ogilvie z IGN stwierdził, że nowe modele tylko czasami rozpraszyły jego uwagę podczas przerywników filmowych. Chris Shive z Hardcore Gamera pozytywnie ocenił nowy model postaci Claude'a, ale uznał, że Tommy wygląda zbyt młodo, a niektóre postacie wyglądały jak zmutowane. Jordan Olomon z NME stwierdził, że poprawa szaty graficznej została wykonana na chybił trafił, a niektóre modele wyglądają śmiesznie. Jerome Joffard z francuskiego serwisu Jeuxvideo.com zauważył, że kreskówkowy styl modeli postaci wypadł negatywnie w zestawieniu z realistyczną grafiką otoczenia i sprawił, że kilka postaci straciło część swojej osobowości i charyzmy; zgodził się z tym Jordan Middler z Video Games Chronicle, zauważając, że nie każdej postaci poświęcono troskę i uwagę, na jaką zasługiwały”. Cameron Kunzelman z Polygonu i Roemer z Destructoidu skrytykowali zaktualizowany model Tommy'ego, opisując go odpowiednio jako „lalkę GI Joe” i „rozdętą lalkę Kena”. Redaktor z Gry-Online zauważył, że teraz Tommy wygląda na absolwenta uczelni zamiast na gangstera. Justin Clark z GameSpotu nazwał modele postaci absolutnie ohydnymi.
Wielu recenzentów zauważyło i pochwaliło dodanie nowych i usprawnienie obecnych już mechanik. Krytycy pochwalili dodanie punktów kontrolnych w misjach, koło wyboru broni i usprawnioną nawigację po mapie oraz ulepszone strzelanie, które zdaniem wielu sprawiało, że gra była łatwiejsza i przyjemniejsza. Jednocześnie Ogilvie z IGN ucieszył się z nowej nawigacji zauważył pewne niespójności podczas próby umieszczenia własnego punktu nawigacyjnego podczas misji; czuł również, że punkty kontrolne misji pozostają źle umiejscowione i stwierdził, że automatyczne celowanie jest niespójne we wszystkich trzech grach, a San Andreas radzi sobie lepiej niż inne. Roemer z Destructoidu uznał walkę za rozczarowująco podobną do oryginalnych gier, nazywając ją „niesamowicie szorstką i bezlitosną”. Teuton ze Screen Rant skrytykował usunięcie kamery „kinowej” i widoku z góry z Grand Theft Auto III. Część krytyków wyraziła dezaprobatę w związku z usunięciem niektórych utworów ze stacji radiowych. Shive z Hardcore Gamera zakwestionował usunięcie flagi Skonfederowanych Stanów Ameryki ze stroju postaci, z kolei Joffard z Jeuxvideo.com skrytykował usunięcie trybu dla dwóch graczy z San Andreas.
Kilku recenzentów wspomniało, że zauważyli błędy techniczne i wyłączanie się aplikacji. Keza MacDonald z brytyjskiej gazety „The Guardian” napisała, że nowe wersje wydają się mniej stabilne niż oryginalne gry; Teuton ze Screen Rant uznał Vice City za najbardziej niestabilną ze wszystkich trzech. Machkovech z Ars Technica uznał, że kompilacja nie wykorzystuje nowoczesnych konsol, takich jak Xbox Series X, i skrytykował nieudaną funkcję obrazu HDR; Sammy Barker z Push Square odnotował znaczne spadki liczby klatek na sekundę w wersji na PlayStation 5. Krytyk piszący dla Gry-Online doświadczył błędu w misji wprowadzającej w San Andreas. Dodatkowo podczas niektórych przerywników filmowych nie słyszał głosów postaci. Wersja gry na Nintendo Switch była szczególnie krytykowana za wady techniczne; PJ O'Reilly z Nintendo Life skrytykował niewygodne sterowanie podczas strzelania, częste spadki liczby klatek na sekundę i niektóre modele postaci. Middler z Video Games Chronicle źle ocenił niskiej jakości tekstury w wersji na Switcha i niższą rozdzielczość gry w porównaniu z innymi platformami. Machkovech z Ars Technica skrytykował niską liczbę klatek na sekundę i zauważył, że doświadczył co najmniej jednej awarii sprzętu we wszystkich trzech grach.